# Isprešavanje
Isprešavanje ili ekstruzija je vrsta strojne obrade metala bez odvajanja čestica, koja služi u proizvodnji raznovrsnih profila, šipki, traka, cijevi konstantnog presjeka, od lakih i obojenih metala, te mekih čelika (isprešavanjem se proizvode i plastični i keramički proizvodi, te proizvodi u prehrambenoj industriji). Najveće prednosti su: mogućnost priozvodnje profila najsloženijih oblika, te odlično stanje površine gotovog proizvoda. Gotovi proizvod može biti: kontinuirani (teoretski beskonačno dugi proizvod) ili polukontinuirani (proizvodnja rezanih ili kraćih predmeta). Proizvodi se koriste u građevinskoj industriji, industriji namještaja, kućanskih aparata, industriji vozila, elektroindustriji. Povijest ekstruzije počinje od 1797., kada je Joseph Bramah patentirao prvi postupak ekstruzije za izradu cijevi. Isprešavanje može biti hladno ili toplo.

## Podjela isprešavanja

### Podjela na toplo i hladno isprešavanje

#### Isprešavanje u toplom stanju
Toplo isprešavanje se radi na povišenoj temperaturi, kako bi se materijal lakše gurnuo kroz matricu. Većina vrućih preša su vodoravne hidrauličke preše koje rade od 250 do 12 000 tona. Pritisci su u rasponu od 30 do 700 MPa, te je potrebno podmazivanje (mineralno ulje ili grafit za niže temperature ili staklena prašina za više temperature isprešavanja). Najveći nedostatak ovog postupka je visoki trošak za strojeve i održavanje.
| Materijal          | Temperatura (°C)     |
| ------------------ | -------------------- |
| Magnezij           | 350 °C - 450 °C      |
| Aluminij           | 350 - 500            |
| Bakar              | 600 - 1100           |
| Čelik              | 1200 - 1300          |
| Titanij            | 700-1200 (1300-2100) |
| Nikal              | 1000 - 1200          |
| Vatrostalne legure | do 2000              |

#### Isprešavanje u hladnom stanju
Hladno istiskivanje se obavlja na sobnoj ili blizu sobne temperature. Prednosti ovog načina ekstruzije su: nema oksidacije materijala, veća čvrstoća gotovog proizvoda, uže tolerancije, dobro stanje površine i veće brzine isprešavanja. Materijali koji se hladno ekstrudiraju su: olovo, kositar, aluminij, bakar, cirkonij, titanij, molibden, berilij, vanadij, niobij i čelik. Primjeri proizvoda proizvedenih ovim postupkom su: cijevi, aparat za gašenje požara, cilindri amortizera, klipovi, zupčanici.

### Podjela na direktno i indirektno isprešavanje
Prema načinu kretanja alata i obratka, isprešavanje može biti direktno ili indirektno. 
Kod direktnog (ili izravnog) isprešavanja, metal izlazi u pravcu tlačenja klipa, dok je kod indirektnog (ili neizravnog) smjer izlaza materijala u suprotnom pravcu od smjera gibanja klipa kod tlačenja tablete. Indirektno isprešavanje zahtjeva manje sile tlačenja, jer nema tolikog trenja između tablete i stijenke spremnika.

### Podjela na vodoravno i okomito isprešavanje
Prema položaju klipa, isprešavanje se može obaviti na vodoravnim ili okomitim prešama. 

### Podjela na mehaničko i hidrauličko isprešavanje
Vrsta pogona kod isprešavanja može biti hidrauličko ili mehaničko. Kod hidrauličkog isprešavanja, jedan ili dva navojna hidraulička motora osiguravaju potrebni tlak u hidrauličkom fluidu. Dvoradni cilindar tlači klip koji potiskuje tabletu u spremniku, te istiskuje material kroz matricu.
Mehaničke preše koriste koljenasti prigon za pogon klipa. Kako je kod mehaničkih preša sila tlačenja klipa manja nego kod hidrauličkih, tako je i tableta koja se ekstrudira manjih dimenzija. Također se mehaničke preše za isprešavanje koriste uglavnom za hladno isprešavanje.

## Matrice
Najviše se upotrebljvaju jednostavne (jednodijelne) matrice ravnog oblika, s oštrim ili neznatno zaobljenim ulaznim bridom, te visinom vrata od 3 do 6 mm, koji je ujedno i kalibracijski pojas. Konični oblik matrice olakšava dotok materijala iz kutova spremnika. Materijal za izradu matrica je legirani čelik otporan na visoke temperature, npr.: čelik legiran s kromom, molibdenom, volframom, vanadijem, kromom. Kod složenih matrica (matrica sastavljenih od više dijelova, sa složenim prolazom materijala među njima) oblikuje se unutarnji profil. Također se unutarnji profil može oblikovati pomičnim trnom ili trnom koji je dio složene matrice.